# Episodi di That '70s Show (terza stagione)
La terza stagione della serie televisiva That '70s Show è andata in onda negli Stati Uniti sul canale FOX dal 3 ottobre 2000 al 22 maggio 2001, mentre in Italia è stata trasmessa da Jimmy.
| nº | Titolo originale                            | Titolo italiano             | Prima TV USA     | Prima TV Italia |
| -- | ------------------------------------------- | --------------------------- | ---------------- | --------------- |
| 1  | Refeer Madnes                               |                             | 3 ottobre 2000   |                 |
| 2  | Red Sees Red                                | Non si scherza con Red      | 10 ottobre 2000  |                 |
| 3  | Hyde's Father                               | Il padre di Hyde            | 17 ottobre 2000  |                 |
| 4  | Too Old To Trick Or Treat, Too Young To Die | Troppo vecchi per Halloween | 31 ottobre 2000  |                 |
| 5  | Roller Disco                                | La gara di pattinaggio      | 14 novembre 2000 |                 |
| 6  | Eric's Panties                              | Le mutandine                | 21 novembre 2000 |                 |
| 7  | Baby Fever                                  | Voglia di bebè              | 28 novembre 2000 |                 |
| 8  | Jackie Bags Hyde                            | Jackie ce la fa             | 12 dicembre 2000 |                 |
| 9  | Hyde's Christmas Rager                      | La festa da sballo di Hyde  | 19 dicembre 2000 |                 |
| 10 | Ice Shack                                   | Una baracca sul ghiaccio    | 9 gennaio 2001   |                 |
| 11 | Who Wants It More?                          | Chi lo vuole di più?        | 10 gennaio 2001  |                 |
| 12 | Fez Gets The Girl                           | Fez ha la ragazza           | 16 gennaio 2001  |                 |
| 13 | Dine And Dash                               | Mangiata e fuga             | 30 gennaio 2001  |                 |
| 14 | Radio Daze                                  | Un lavoro in radio          | 6 febbraio 2001  |                 |
| 15 | Donna's Panties                             | Un brutto scherzo           | 13 febbraio 2001 |                 |
| 16 | Romantic Weekend                            | Un weekend romantico        | 20 febbraio 2001 |                 |
| 17 | Kitty's Birthday (Is That Today?)           | Il compleanno di Kitty      | 27 febbraio 2001 |                 |
| 18 | The Trial Of Michael Kelso                  | I test per Kelso            | 13 marzo 2001    |                 |
| 19 | Eric's Naughty No-No                        | La mossa ardita di Eric     | 27 marzo 2001    |                 |
| 20 | Holy Craps!                                 | Il circolo magico di Dio    | 17 aprile 2001   |                 |
| 21 | Fez Dates Donna                             | La trovata di Fez           | 1º maggio 2001   |                 |
| 22 | Eric's Drunken Tattoo                       | Un tatuaggio per Donna      | 1º maggio 2001   |                 |
| 23 | Canadian Road Trip                          | Viaggio in Canada           | 8 maggio 2001    |                 |
| 24 | Backstage Pass                              | Dietro le quinte            | 15 maggio 2001   |                 |
| 25 | The Promise Ring                            | L'anello di fidanzamento    | 22 maggio 2001   |                 |